# André Paus
André Paus (ur. 9 października 1965) – holenderski piłkarz występujący na pozycji obrońcy.

## Kariera klubowa
Od 1985 do 1998 roku występował w klubach FC Twente, Júbilo Iwata, Fujitsu Kawasaki i Heracles Almelo.